# Limiar auditivo
O limiar auditivo consiste na determinação da resposta para estímulos sonoros em 50% das vezes em que foi apresentado, representando uma aproximação da sensibilidade auditiva absoluta. Se relaciona com a intensidade sonora, associada à pressão e energia gerada pela propagação por meio da vibração de ondas sonoras, ou seja, a altura e pressão (som fraco e forte) contidos na onda se expressam em decibel (dB).

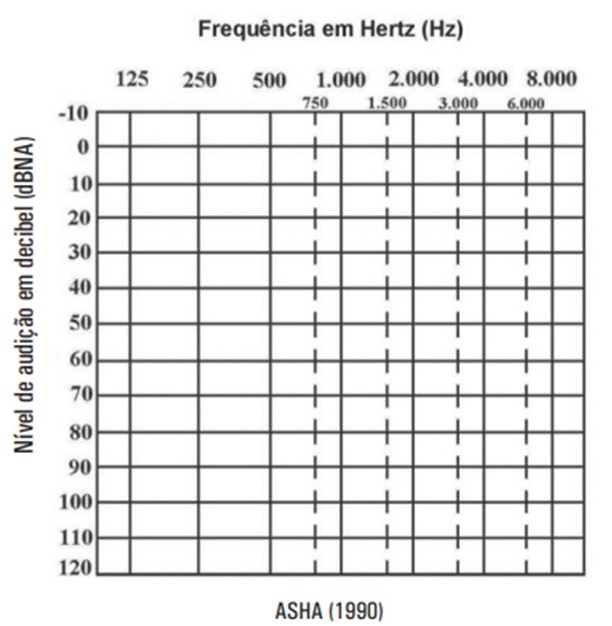
Audiograma utilizado para marcação dos resultados da audiometria - limiares auditivos

Para determinar o limiar auditivo de um indivíduo é necessário realizar o exame de audiometria, que leva em consideração análises comportamentais e psicoacústicas do nível de pressão sonora necessária para provocar uma sensação auditiva. O exame de audiometria tonal liminar (ATL) tem por objetivo principal determinar a integridade do sistema auditivo, além de identificar tipo, grau e configuração da perda auditiva em cada orelha. O grau da perda auditiva é estabelecido a partir do cálculo de uma média tritonal dos limiares das frequências de 500 kHz, 1 kHz e 2 kHz, ou quadritonal das frequências de 500 kHz, 1 kHz, 2 kHz e 4 kHz , conforme a ultima classificação da Organização Mundial de Saúde (OMS),em 2021, para ser considerado dentro do padrão da normalidade, a média deve ser inferior a 20 dB conforme a média quadritonal, levando em conta as consequências funcionais na comunicação. A mudança de limiar auditivo poderá ser permanente ou temporária, a causa pode ser decorrente pela exposição intensa à elevados níveis de pressão sonora (ruído), que irá variar conforme o tempo de exposição (horas/anos). A mudança temporária pode ser definida como uma elevação do limiar de audibilidade que se recupera gradualmente após exposição ao ruído.
A permanência constante à exposição a ruído e vibração sonora, em um maior ou menor grau, sinaliza um prognóstico de suscetibilidade para a perda auditiva induzida por ruído (PAIR), se a exposição ao ruído contínuo for de cunho ocupacional. Tal perda é caracterizada por uma perda auditiva sensorioneural, bilateral, irreversível e de início progressivo nas frequências de 3 kHz, 4 kHz e 6kHz, 8kHz e posteriormente as frequências medianas. Esta perda auditiva pode trazer desconforto aos sons intensos (recrutamento auditivo), zumbido, dificuldade na discriminação de palavras e localização sonora, o que poderá trazer prejuízos à comunicação e outras alterações não auditivas, como o estresse, irritabilidade e distúrbios do sono.
As questões de exposição ocupacional, são normalmente preveníeis por meio do gerenciamento audiológico, ações estratégicas referente à saúde auditiva e medidas preventivas elaboradas sob as normas regulamentadoras trabalhistas.
Também é possível realizar a pesquisa do limiar auditivo por meio de teste de audiometria de altas frequências, de 8 a 18 kHz. Este tem por objetivo a investigação de danos e perda auditiva principalmente em alterações sensorioneurais, que geralmente têm seu início a partir das frequências mais altas, podendo esclarecer as dificuldades de compreensão de fala em ambientes ruidosos, pois são associadas as altas frequências a decodificação dos sinais e discriminação dos sons consonantais para o reconhecimento de fala.